# Hércules de Miranda
Hércules de Miranda (Hércules, ur. 2 lipca 1912 w Guaxupé, zm. 3 września 1982 w Rio de Janeiro) – brazylijski piłkarz, napastnik. Brązowy medalista MŚ 38.
Największe sukcesy odnosił we Fluminense FC, gdzie grał w latach 1935–1942. Pięciokrotnie zwyciężał w Campeonato Carioca (1936, 1937, 1938, 1940 i 1941). Podczas MŚ 38 wystąpił w dwóch pierwszych meczach Brazylii w turnieju (m.in. z Polską).